# 岸和田競輪場
岸和田競輪場（きしわだけいりんじょう）は、大阪府岸和田市にある競輪場である。通称は浪切バンク。施設所有および主催は岸和田市。競技実施はJKA中日本地区本部近畿支部。電話投票におけるコードは56#。

## 概要
開設は1950年2月。主催者は、現在は岸和田市のみであるが、過去には富田林市、ならびに「阪南3市競輪事務組合」（泉大津市、貝塚市、泉佐野市）も主催しており、開催節ごとに主催者を入れ替えて行っていた。なお、富田林市と阪南3市は2001年度に主催から撤退している。
入場門は、大阪府道204号堺阪南線（旧国道26号）側の西入場門と、南海本線春木駅に近い線路沿いの東入場門の二か所。後述の2018年度からの第1期リニューアル完成を期に、積極的に誘致している高松宮記念杯競輪が東西対抗戦であることにちなみ、それまでの正門を西入場門に、南門を北東へ移設したうえで東入場門に、それぞれ改称された。西入場門そばにイベントステージがあり、高松宮記念杯競輪、パールカップ開催期間中はここでイベントや西日本・東日本各準決勝戦勝者表彰式が行われている。
大型映像装置は、2センターに設置されている。
現在は場内にはレストランはなく、西入場門そばの売店で軽食（うどんなど）、弁当、カップラーメンなどの販売があるのみとなっている（売店内にイートインスペースあり）。ほかに、キッチンカーの出張がある程度。
トータリゼータシステムは当場の包括委託業者である日本トーターを採用している。なお2011年7月13日の開催から重勝式投票のKドリームスを発売している。
イメージキャラクターはライオンの『チャリオン』（2021年5月にデザイン変更）で、それにちなんで『チャリオンカップ争奪戦』が開催されている。また現役時代に関西のドンとして日本選手権競輪やオールスター競輪などを制した石田雄彦を称えた『石田雄彦杯』と、現役時代から「ヤマセイ」と呼ばれ中野浩一より前に「ミスター競輪」とも評されていたほどの強豪であった山本清治を称えた『ヤマセイ杯』が、それぞれ開催されている。
選手宿舎は競輪場から100mほど西側に離れた場所にある「岸和田サイクル会館」であり、競輪場と宿舎との間の選手の移動はマイクロバスで行われている。
実況は2010年度まで橋本悠督が担当していたが、2011年度からは、大津尚之が担当している。過去には、滝口久や和田年弘も担当していた。実況席は、1センターから2コーナーにかけて建っている新管理棟に設けられている。
開設記念（GIII） は『岸和田キング争覇戦』の名称で開催されているが、GI開催が多いことから開催頻度は少なくなっている。2011年は3月19日より開催予定だった岸和田記念が東日本大震災の影響により中止となったため、4月16日より同じく中止になった川崎記念の日程と出場選手を振り替える形で被災地支援競輪として『がんばろう日本GIII in 岸和田』が開催された。さらに、2012年は10月に、2014年は11月から12月に跨いでそれぞれ開催されたほか、2021年（2020年度）は1月に和歌山競輪場にて代替開催された（後述）。
2010年代以降は特別競輪（GI）の開催が増えており、特に高松宮記念杯競輪においては、同じ近畿の大津びわこ競輪場が2010年度をもって廃止となり全国の競輪場で持ち回り開催となってからは積極的に誘致しており、2013年・2015年・2017年・2018年・2019年・2021年・2022年・2023年・2024年・2025年と立て続けに開催している。このほか、2000年以降に限っても、2002年・2005年に読売新聞社杯全日本選抜競輪を、2009年に日本選手権競輪（3月）と第1回SSシリーズ風光る（5月）を、2011年に第27回読売新聞社杯全日本選抜競輪を開催し、加えて2014年には関東・南関東以外では初となるKEIRINグランプリ2014を開催している。今後は、2026年6月16日から21日まで第77回高松宮記念杯競輪（6年連続）と第4回パールカップ（ガールズケイリン）の開催が決まっている。なお、特別競輪（GI）の開催が増えている関係で、開設記念『岸和田キング争覇戦』の開催は少なくなっている。
京都向日町競輪場の改修のため、京都府営の借り上げ開催が本場にて2025年4月よりしばらくの間、F1・F2開催にて行われる。京都府営開催の実況は、京都向日町競輪場で実況を担当している滝口久が担当する。また、同年度は和歌山競輪場も改修のため、和歌山県営の借り上げ開催が同様にF1・F2開催として行われる。こちらの実況は、F1が岩原紗也香、F2が大津尚之が担当する。
2004年7月17日からは場内およびインターネットで岸和田BBスタジオを放送しており、岸和田だけに限らず他場のグレードレースでも映像を配信したことからファンの高い支持を得ていたが、2010年11月より本場開催の映像音声のみの配信に変更された。
2012年5月4日から6日の開催では、『岸和田モーニング945』として午前9時45分に第1レース発走とする「モーニング競輪」を実施し、これが全国初のモーニング競輪の開催となった。なお、それ以降はモーニングでの開催を行っていない。
また、「ミッドナイト競輪」は2016年より小倉競輪場のバンク・施設を借り上げて岸和田市主催としてのミッドナイト競輪を開催していたが、2022年7月4日より全国27場目として、「ローズミッドナイトレース」として自場での開催を開始している。なお、ナイター競輪は開催していないが、他場でのナイター開催における場外発売を行うこともあり、この場合は最終レース（20時半ごろ）まで発売を行う。
2021年5月のリニューアルオープンに際して、前述の『チャリオン』の他、競輪場ロゴも新しいもの（岸和田の山・海、レーサーパンツの星などがモチーフ）に変わった。
撮影は、個人で楽しむ範囲内で可能であるが、撮影した画像・動画はブログやSNSにアップすることは禁止されている。

### 場内改修
2010年秋頃からバックスタンドの取り壊し工事が行われ、跡地にBMXコースが造られ「サイクルピア岸和田」として2011年4月にオープンした。
2018年度から岸和田市が策定した施設整備計画に基づいて、2期に分けて大規模改修が実施することとなった。
第1期は同年度から2021年度の4年間の予定で行われ、2019年7月から2021年5月末までは本場開催を休止しバンクと南門の全面改修工事を行った（その間は場内窓口にて場外発売のみ継続）。そのため、改修工事期間中の本場開催は和歌山競輪場にて施設を借り上げて行い、2020年度の開設記念は平年では和歌山競輪の開設記念『和歌山グランプリ』が開催される時期である2021年1月9日 - 12日に『岸和田キング争覇戦in和歌山』として代替開催を行った。その後は、第1期改修工事完了後の同年6月に、岸和田競輪場では2年ぶりとなる高松宮記念杯競輪が開催された。なお、第2期は第1期計画の進捗状況や市の財政状況などを検討した上で2022年度から実施される予定で、現在は競輪場から離れている選手宿舎などを建設する予定としているが、現在でも工事は行われていない。これらの改修工事完了後に、改めてKEIRINグランプリを誘致する意向としている。

### 施設命名権
2019年4月1日から、「ブッキースタジアム岸和田」を競輪場の愛称としている（ブッキーは日本トーター株式会社のキャラクター）。2025年4月より愛称を「日本トーターブッキースタジアム岸和田」に変更。

## 場外車券売場
かつては和歌山競輪場と共に新今宮駅の真北（古くは工場があり、永らく更地のままであったが、星野リゾートによるホテル『OMO7大阪』が開業）、あるいは難波にて専用場外車券売場の開設を計画していたが、いずれも周辺住民などからの反発が大きく、計画はとん挫した。その後、2007年3月に会員制の競輪場外車券売場「サテライト大阪」を大阪市中央区の日本橋駅近くにオープンさせている。
2010年4月からは、サテライト阪神（兵庫県三木市）の管理施行を観音寺競輪場より引き継いでいる。同競輪場が2012年3月で廃止された後の場外発売も「サテライト観音寺」として引き継いだ。
2015年10月7日には、滋賀県湖南市に「サテライト湖南コスモス」をオープンさせている。

## バンク
400mを使用。クセのない走りやすいバンクで直線も比較的長いため、脚質による有利不利は少ない。なお海岸に近い平地にあることから、1センター側から海風が吹く影響がある。
大画面映像装置は2センター側に設置されている。

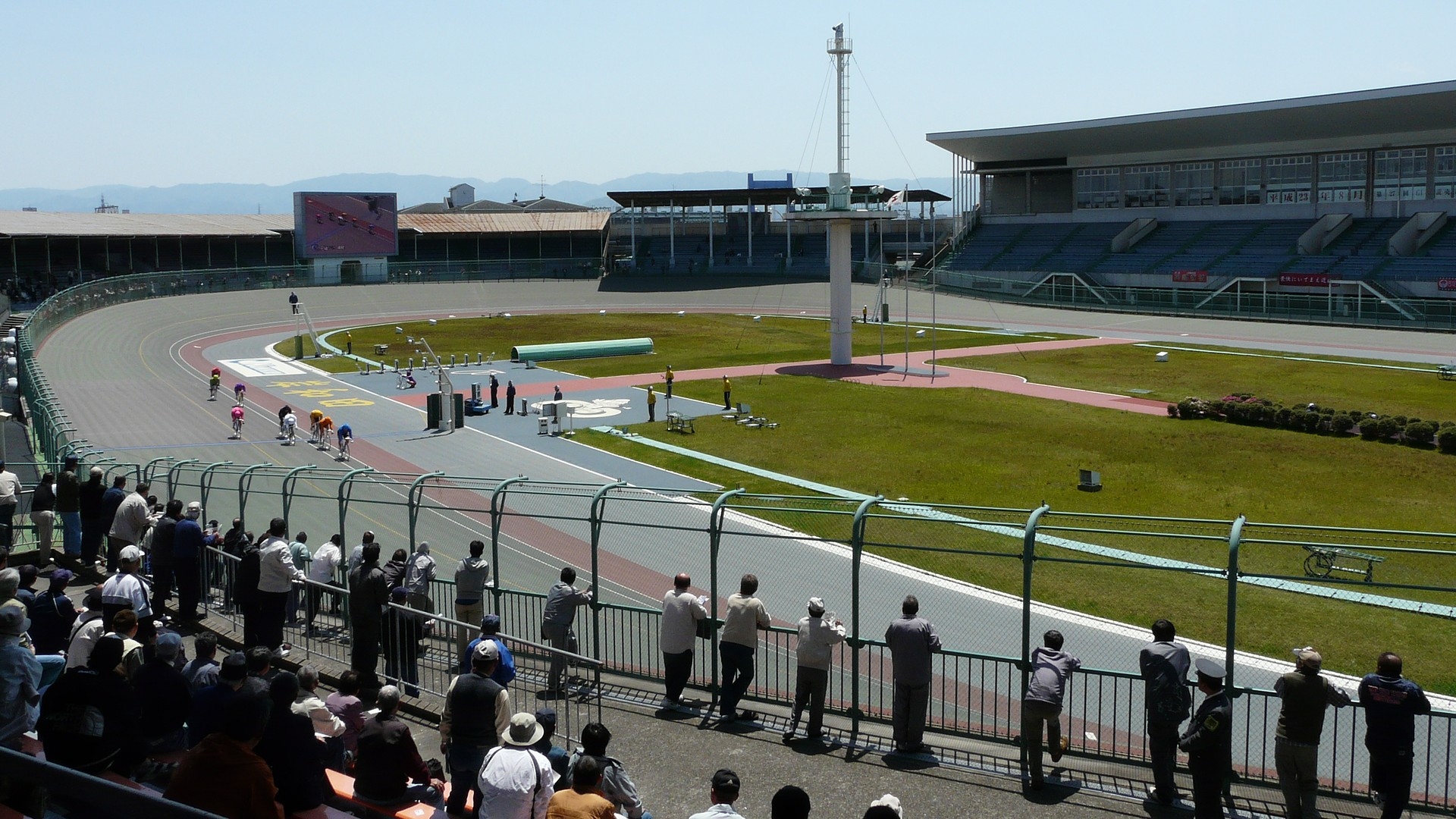
バンク（改修前）
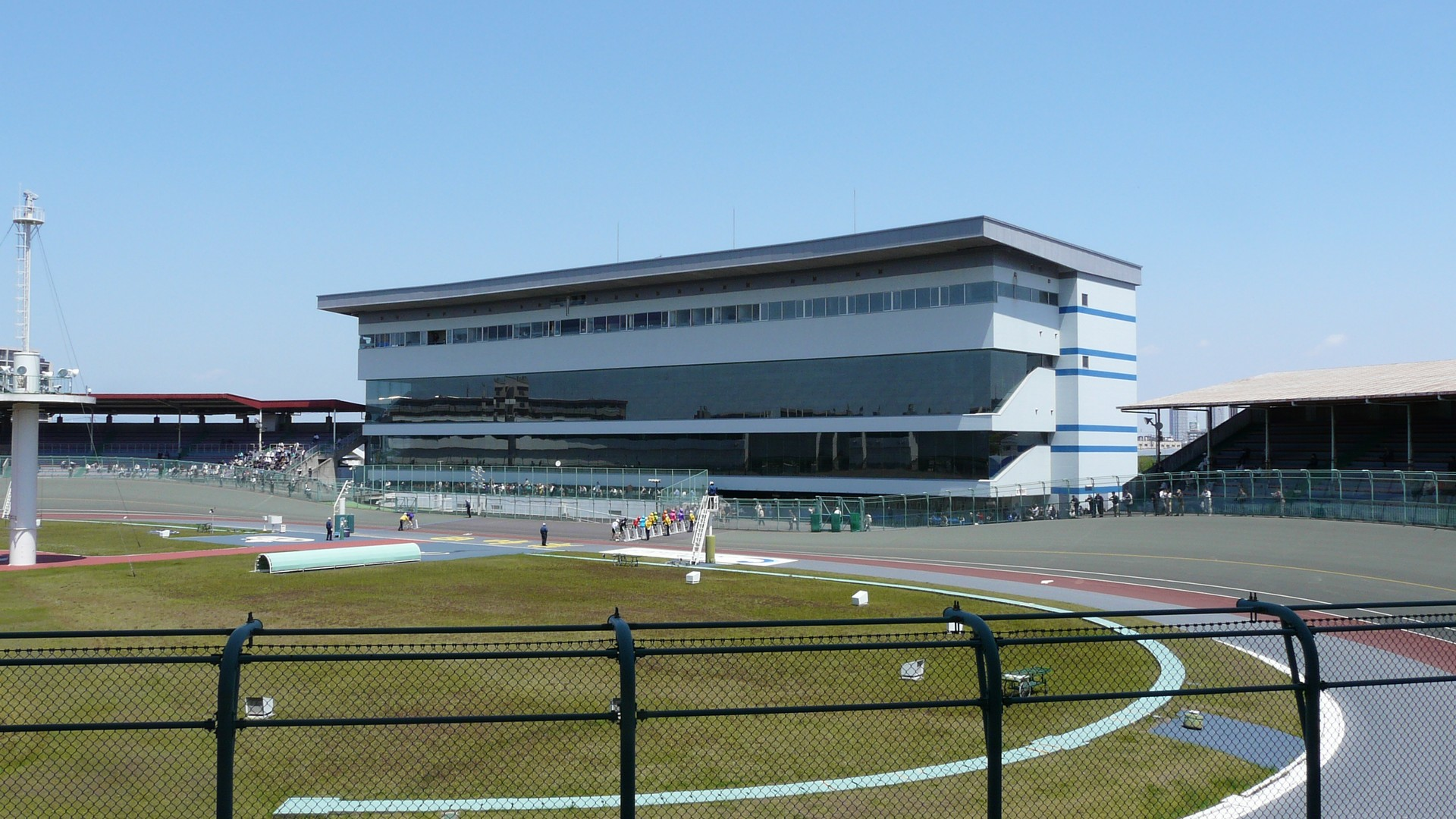
特別観覧席
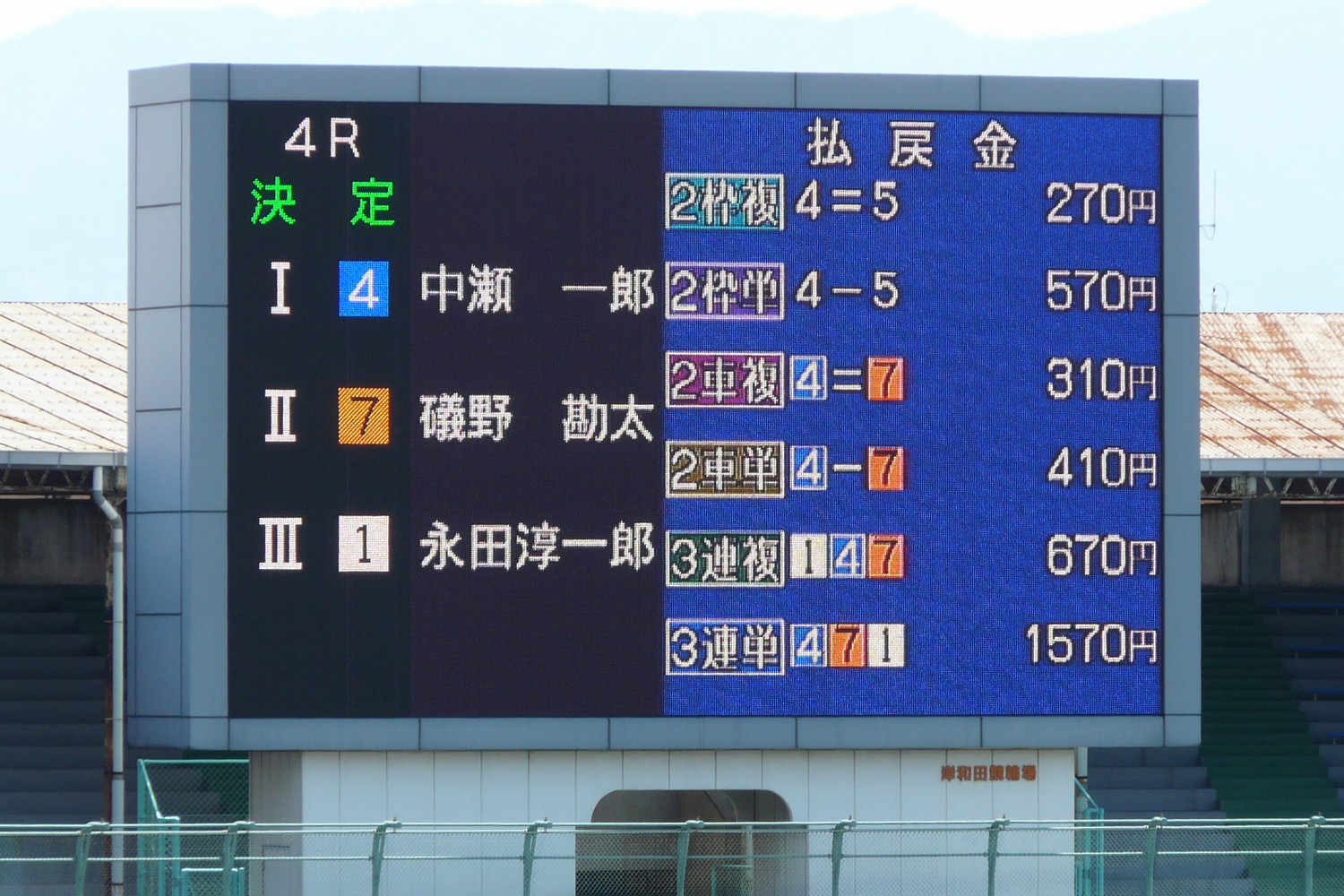
電光掲示板
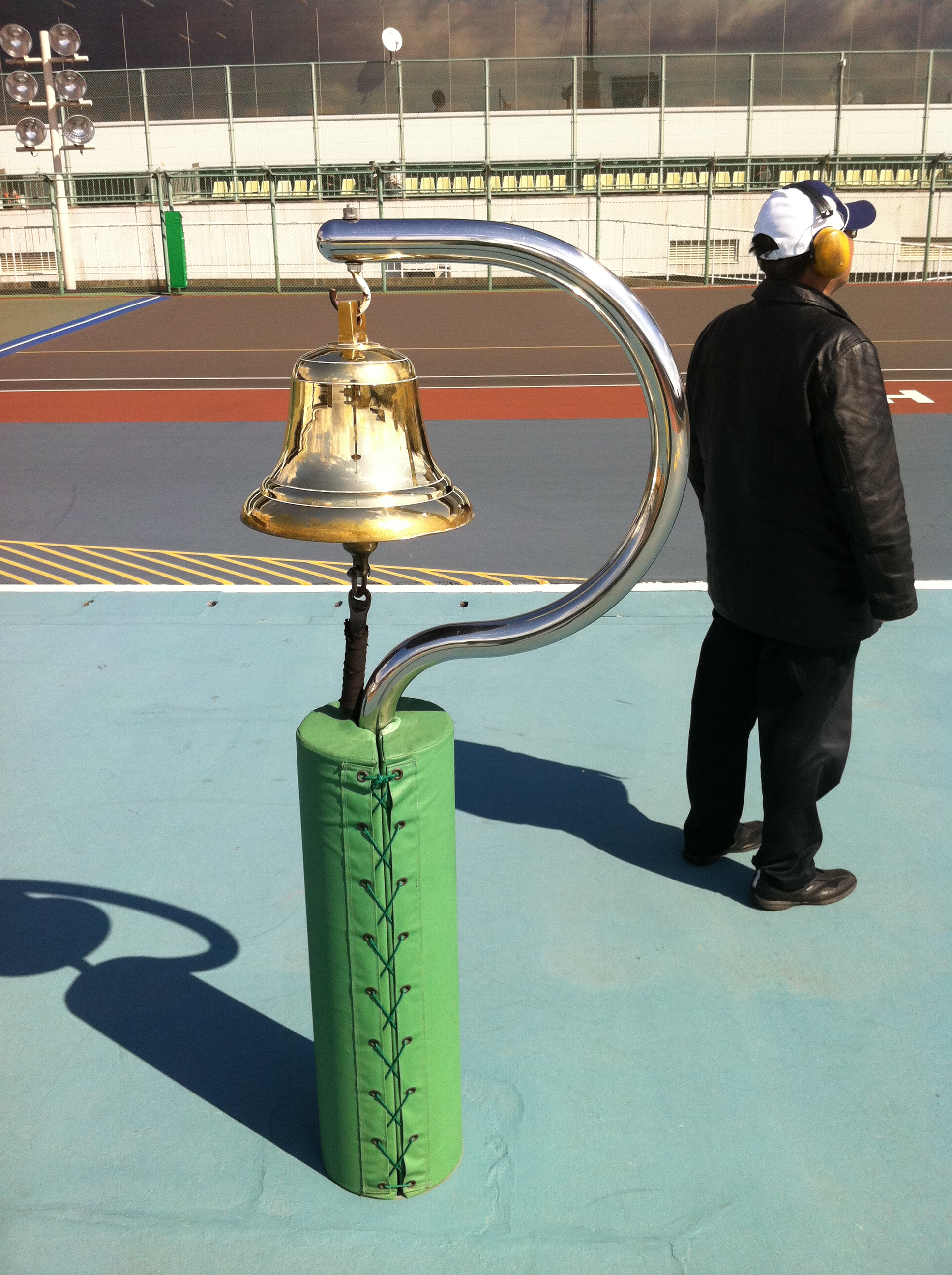
打鐘

## エピソード
- 第9回全日本選抜競輪（青森競輪場）3日目が行われていた1993年8月1日の午後4時前、第10レースにて8名が敢闘精神欠如による悪質失格と判定され、同レースでは単勝式のみ成立、その他の複勝式、枠番連勝単式は不成立となり単勝式以外の全ての車券が返還となった[注 7]。岸和田競輪場でも同大会の場外車券発売を行っていたが、この判定結果に納得いかなかった場内のファン約300人が払い戻しなどを要求し、窓ガラスや自動払戻機を破損させただけでなく、中には火をつけた新聞紙を車券発売窓口に突っ込んだり現金を奪い取ろうとする者も現れるなど暴動騒ぎが起きたことで、近くの警察署から多数の警察官が出動する事態となった[12]。

## 交通アクセス

### 電車
- 南海本線「春木駅」より東入場門まで徒歩約6分。
  - 開設当初は阪和線（JR西日本）久米田駅や春木駅から無料バスが運行されていたが、現在は運行されていない。

## 歴代記念競輪優勝者
| 年        | 優勝者     | 登録地   |
| --------- | ---------- | -------- |
| 2003年    | 新田康仁   | 静岡     |
| 2004年    | 前田拓也   | 大阪     |
| 2006年    | 大塚健一郎 | 大分     |
| 2007年    | 志智俊夫   | 岐阜     |
| 2010年    | 菅原晃     | 大分     |
| 2011年3月 | 開催中止   | 開催中止 |
| 同年4月   | 武田豊樹   | 茨城     |
| 2012年    | 渡邉一成   | 福島     |
| 2014年    | 村上義弘   | 京都     |
| 2016年    | 古性優作   | 大阪     |
| 2021年    | 松浦悠士   | 広島     |

※1節4日間制開催となった、2002年4月以降の歴代記念競輪優勝者を列記。

## 放送送信施設
- 場内にはコミュニティ放送のラヂオきしわだの送信所が置かれている。
- 2011年3月9日に予備免許が交付され[13]、同年5月9日には本免許交付[14]、翌5月10日に本放送が開始された。

| 周波数  | 放送局名       | 呼出符号   | 空中線電力 | ERP | 放送対象 地域        | 放送区域 内世帯数 |
| 79.7MHz | ラヂオきしわだ | JOZZ7BK-FM | 10W        | 31W | 岸和田市及び周辺地域 | 8万1492世帯       |